# Megumu Tamura
Megumu Tamura, född 10 januari 1927 i Japan, död 8 oktober 1986, var en japansk fotbollsspelare.